# Filippo Mazzei
Filippo Mazzei (ur. 25 grudnia 1730 w Poggio a Caiano, zm. 19 marca 1816 w Pizie) – włoski pisarz, uczestnik rewolucji amerykańskiej i rewolucji francuskiej, reprezentant Stanisława Augusta Poniatowskiego w Paryżu.